# 伊尼亞基·阿斯庫納
伊尼亚基·阿斯库納·尤雷塔（西班牙語：Iñaki Azkuna Urreta；1943年2月14日—2014年3月20日），是西班牙巴斯克民族主義黨的政治人物，自1999年起擔任巴斯克自治區比斯開省下的畢爾包市長直到他因罹患前列腺癌逝世。
2012年，阿斯库納贏得世界市長獎，表彰他是世界上最優秀的市長。